# سلیمان محمد
سلیمان محمد (انگلیسی: Sulaiman Mohamed) تیرانداز اهل قطر است. وی در بازی‌های المپیک تابستانی ۱۹۸۴ شرکت کرده‌است.